# Nectria ramulariae
Nectria ramulariae är en svampart som först beskrevs av Hans Wilhelm Wollenweber, och fick sitt nu gällande namn av E. Müll. 1962. Nectria ramulariae ingår i släktet Nectria och familjen Nectriaceae.   Inga underarter finns listade i Catalogue of Life.